# 침묵의 목격자
《침묵의 목격자》(중국어: 全民目击)는 2013년 공개된 중국의 범죄 스릴러 영화이다.

## 출연

### 주연
- 곽부성
- 니홍지에
- 쑨훙레이
- 위 난

### 조연
- 등가가
- 동려아
- 저우웨이퉁
- 조립신
- 예홍결